# Магомедов, Шамиль Набибуллагович
Шамиль Набибуллагович Магомедов (21 октября 1997, Тарумовский район, Дагестан, Россия — 9 сентября 2022, Борщевая, Харьковская область, Украина) — российский военнослужащий, старший лейтенант. Герой Российской Федерации (посмертно, 2023).

## Биография
Шамиль родился в селе Тарумовка Тарумовского района Республики Дагестан.
Выпускник Московского высшего общевойскового командного орденов Жукова, Ленина и Октябрьской Революции Краснознамённого училища.
Служил в 25-й отдельной гвардейской мотострелковой Севастопольской Краснознамённой бригаде имени Латышских стрелков.
По данным российских СМИ, в сентябре 2022 года, в ходе российского вторжения на Украину, мотострелковый взвод под командованием старшего лейтенанта Магомедова попал в окружение в селе Борщевая Харьковской области Украины. Магомедов поднял гранатомёт (АГС) на крышу здания и стал обстреливать наступающих, прикрывая своих сослуживцев, при этом Магомедов погиб, дав им возможность отойти.
Похоронен в родном селе.

## Семья
Братья Магомед и Саид (кавалер ордена Мужества) — участники российского вторжения на Украину.

## Звания и награды
- Герой Российской Федерации (посмертно, 2023)[5];
- Медаль «За отвагу» (Россия);
- Памятная медаль 25-й гвардейской Севастопольской Краснознамённой отдельной мотострелковой бригады имени Латышских стрелков[6].